# Unterrheinkreis

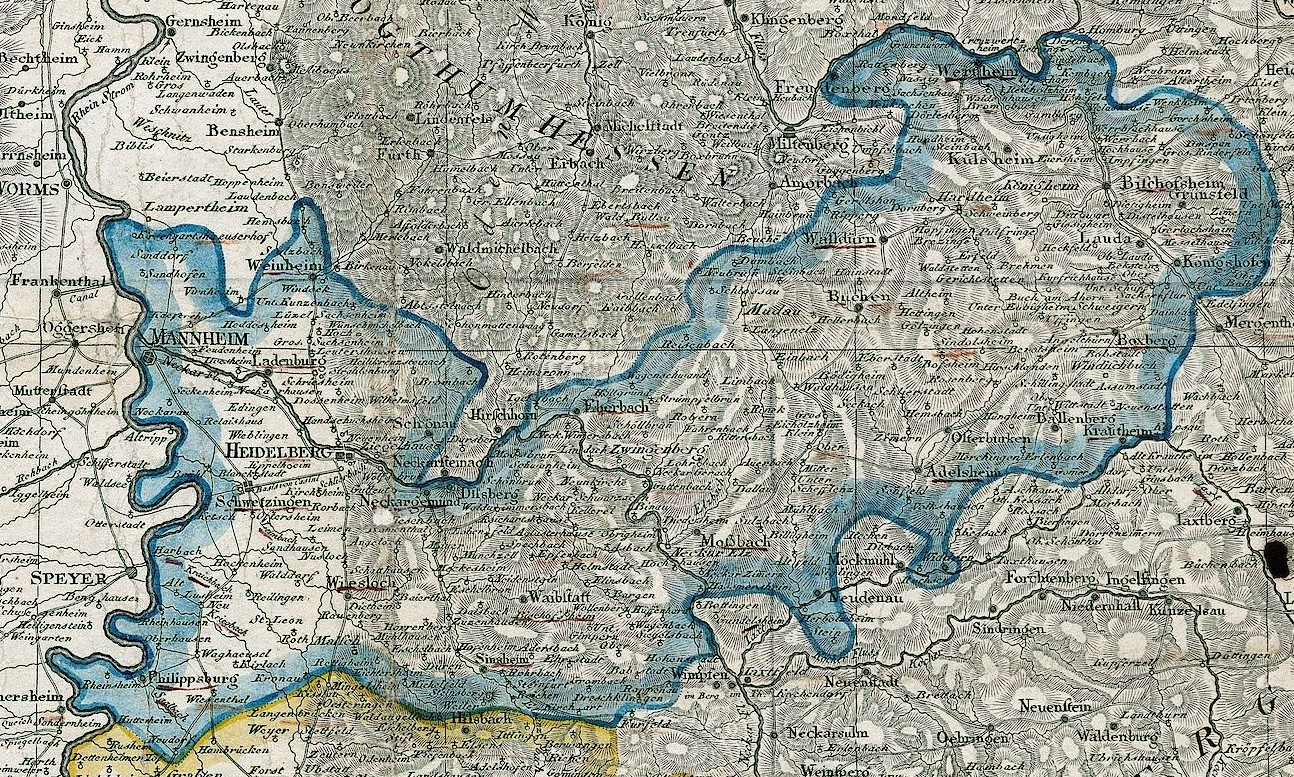
Karte des Unterrheinkreises

Der Unterrheinkreis (amtlich Unter-Rheinkreis) war eine von 1832 bis 1864 existierende Mittelinstanz der Staatsverwaltung des Großherzogtums Baden.

## Geschichte
Zum 1. Mai 1832 wurden die bisherigen sechs Kreise aufgelöst und zur Kosteneinsparung durch vier neu gegründete Kreise ersetzt. Die Behörde hieß zudem nun nicht mehr Kreisdirektion, sondern Kreisregierung. Aus dem Neckarkreis sowie den Ämtern des Main- und Tauberkreises wurde der neue Unter-Rheinkreis mit dem Sitz in Mannheim gebildet.
Jeder der Kreise erhielt eine Kreisregierung, der ein Regierungs-Direktor vorstand. Zur Kreisregierung gehörten ferner Regierungs-Räte und Regierungs-Assessoren.
Die Kreisregierungen waren für alle zur Staatsverwaltung gehörigen Sachgebiete verantwortlich: Aufsicht über die Ämter (Bezirksämter), Aufsicht über den größten Teil der Lokal- und Bezirksstiftungen, Indigenatserteilung (Heimatrecht), Gewerbekonzessionen, Dienst- und Strafpolizei und andere.
Mit dem Gesetz, die Organisation der innern Verwaltung betreffend vom 5. Oktober 1863, wirksam zum 1. Oktober 1864, wurden die vier alten Kreise aufgelöst und damit die mittlere Verwaltungsebene abgeschafft.
An die Stelle der Mittelinstanzen traten Landeskommissärbezirke als reine Aufsichtsorgane. Das Gebiet des ehemaligen Unterrheinkreises wurde dem Landeskommissärbezirk Mannheim zugeordnet.

## Die badischen Kreise im Vergleich
Auszug aus dem Hof- und Staats-Handbuch des Großherzogthums Baden. 1834 mit den Eckdaten der Kreise (Fläche in geographischen Quadratmeilen; Anzahl der Bezirksämter; Anzahl der Gemeinden; Einwohner (Seelenzahl), davon evangelisch, katholisch, mennonitisch, israelitisch); eine geographische Quadratmeile entsprach 55,06 Quadratkilometern (7,420439 km × 7,420439 km).
Der Unterrheinkreis war flächenmäßig der drittgrößte der vier badischen Kreise und stand von der Einwohnerzahl her ebenfalls an dritter Stelle.

## Gebiet des Unterrheinkreises
Landesherrliche Ämter
- Stadtamt Mannheim
- Oberamt Heidelberg
- Amt Hoffenheim (1841 bis 1848)
- Amt Ladenburg (1864 aufgehoben)
- Amt Schwetzingen
- Amt Philippsburg (1864 aufgehoben)
- Amt Neckarbischofsheim (1864 aufgehoben)
- Amt Neckargemünd (1857 aufgehoben)
- Amt Wiesloch
- Amt Weinheim
- Amt Neudenau (Sitz in Mosbach, 1841 errichtet, 1849 aufgehoben)

Standesherrliche Ämter
- Amt Buchen
- Amt Wertheim
- Amt Adelsheim
- Amt Tauberbischofsheim
- Amt Eberbach
- Amt Mosbach (1841 aus den fürstlich-leiningischen Orten von Stadt- und I. Landamt bzw. II. Landamt neu zugeschnitten)
- Amt Sinsheim
- Amt Walldürn
- Amt Krautheim (ab 1864 „Bezirksamt Boxberg“ durch Verlegung des Amtssitzes nach Boxberg)
- Amt Boxberg (1857 aufgehoben, 1864 entstand das Bezirksamt Boxberg durch Verlegung des Amtssitzes Krautheim nach Boxberg)
- Amt Gerlachsheim (1864 aufgehoben)